# El carreró del misteri
El carreró del misteri (títol original, Mystery Lane) és una sèrie de televisió d'animació francesa en 3D creada el 2019 per Josselin Charier i Antoine Rodelet. És produïda per Hari (abans Studio Hari) i distribuïda per Hari International. Consta de 26 episodis de 22 minuts. Les creacions gràfiques són de Bertrand Gatignol per als personatges i Alexandre de Broca per als escenaris. S'ha doblat al català per al SX3, que va estrenar-la el 8 de gener del 2025.

## Sinopsi
A Londres es produeixen esdeveniments estranys i només un animal sembla capaç d'esbrinar aquests misteris: l'Espavilada, una hàmster detectiva amb un talent excepcional. Instal·lat en una petita habitació de la botiga d'animals del barri de Lexington, és coneguda pel seu infal·lible sentit de l'observació i la seva lògica imparable. Quan es posa en perill, l'Espavilada pot comptar amb el seu germà, en Petit, impulsiu però valent, sempre disposat a llançar-se a situacions de risc. Junts, s'enfronten a trencaclosques complexos que escapen fins i tot a Scotland Yard. Aconseguiran desentranyar aquests misteriosos afers?

## Repartiment original
- Kaycie Chase: Espavilada, Petit
- Guillaume Orsat: McFlare
- Martial Le Minoux: Atlas, Brien, Travis, Alfred
- Jérémy Prévost: Mercure, Lloyd, Hermès, Salat
- Benoît Du Pac: Carbó, Paxton, Basile
- Barbara Tissier: La Reine, Flocdeneu, Athéna, Vénus, Anastasia

## Emissió
La sèrie és distribuïda per Hari International a tot el món. Es va emetre per primer cop al canal suís RTS a partir del 31 de desembre de 2022. El 24 d'abril de 2023 va iniciar l'emissió en anglès a la cadena britànica CITV. A partir del 8 de maig de 2023, es va estrenar a la divisió de Disney Channel a Alemanya. El 8 de gener de 2025 va començar a emetre's en català al canal SX3.

## Premis i reconeixements
El 14 de febrer de 2023, va ser una de les cinc sèries juvenils originals escollides per participar en la 3a edició de Coup de coeur de l'AGrAF. La sèrie no va guanyar el premi, que finalment va ser atorgat a la sèrie Runes.
El 8 de juny de 2023, va obtenir el premi Pulcinella en la categoria de millor sèrie infantil (7-11 anys), durant la 27 edició del festival Cartoons on the Bay, a Itàlia.